# Didymodon perobtusus
Didymodon perobtusus är en bladmossart som beskrevs av Brotherus 1928. Didymodon perobtusus ingår i släktet lansmossor, och familjen Pottiaceae. Inga underarter finns listade i Catalogue of Life.